# Charles van der Sluis

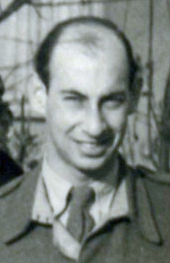
Charles van der Sluis (L.K.P.-Rotterdam).

Charles van der Sluis (Rotterdam, 15 juli 1919 – aldaar, 15 februari 2001) was een Nederlandse verzetsstrijder tijdens de Tweede Wereldoorlog.
Charles Pierre Jean van der Sluis was tijdens de bezetting student aan de Nederlandsche Economische Hoogeschool in Rotterdam.
Reeds tijdens het eerste bezettingsjaar raakte hij actief in de illegaliteit, met onder andere het smokkelen van wapens, hulp aan onderduikers en hand-en-spandiensten. Later sloot hij zich aan bij de Landelijke Organisatie voor Hulp aan Onderduikers en werd hij aangezocht als hoofdvertegenwoordiger van ‘Ons Volk’ voor de regio Zuid-Holland-Zuid.

## Landelijke knokploegen
In april 1944 besloten Van der Sluis en zijn vriend Frits Ruys met Rien van der Stoep en Huib de Long in zee te gaan en zich op het gewapend verzet te gaan voorbereiden. Als vijfde man trad hun studiegenoot Max Pino tot de ploeg toe.
Zo ontstond in april 1944 de kern van de tweede Rotterdamse knokploeg, welke later de bijnaam De Oude Vijf kreeg. De ploeg kwam te ressorteren onder Samuel Esmeijer, provinciaal L.K.P.-leider van Zuid-Holland.
Zij verrichtte aanvankelijk wat kleinere sabotage, zoals het in brand steken van wagons vol stro en er werden wat rechercheopdrachten van Esmeijer uitgevoerd. Later legde de ploeg zich ook toe op het ‘kraken’ van distributiekantoren, bevrijdingsovervallen en objectbescherming.
Toen op 3 november zijn goede vriend Frits Ruys werd gefusilleerd, besloot Van der Sluis zich te gaan richten op inlichtingen- en beveiligingswerk, en richtte de I.D.-L.K.P. op.
Na de bevrijding werd Van der Sluis aangesteld als Chef Afwikkelingsbureau L.K.P. 
Na een kort ziekbed overleed Charles van der Sluis op 15 februari 2001. 